# اسکارت
رابط اسکارت رابط دو ردیفه با بیست و یک پین است. که از مجموعه‌ای از خروجی/ورودی صدای استریو و منو و تصویر RGB و S-Video و Composite است